# Tereza Kerndlová

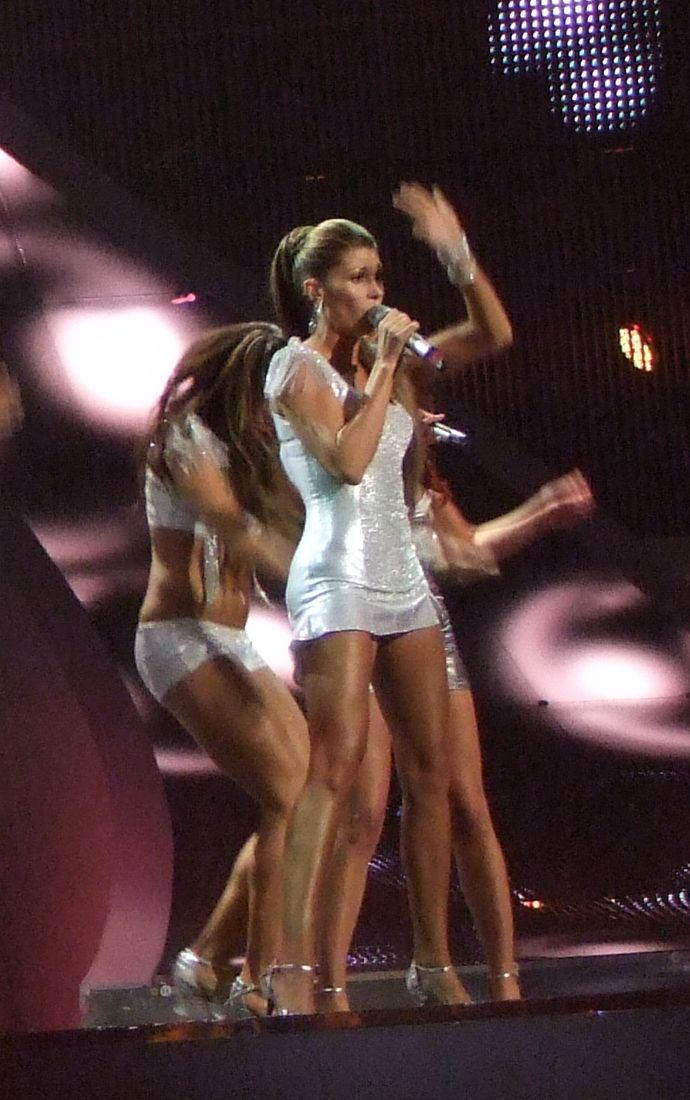
Kerndlová vid Eurovision Song Contest i Belgrad.

Tereza Kerndlová, född 6 oktober 1986 i Brně, Tjeckien, är en tjeckisk sångerska som representerade sitt land i Eurovision Song Contest 2008 i Belgrad, Serbien. Kerndlová var den andra artisten och den första kvinnan att representera Tjeckien i tävlingen. Hennes bidrag Have Some Fun kom näst sist i semifinalen och tog sig därmed inte vidare till finalen.